# Małgorzata Bednarczyk
Małgorzata Joanna Bednarczyk (ur. 29 września 1951 w Jaworznie) – polska ekonomistka, nauczyciel akademicki, profesor doktor habilitowany, działaczka polityczna.

## Życiorys
W 1974 ukończyła studia ekonomiczne w Wyżeszej Szkole Ekonomicznej w Krakowie, w 1983 uzyskała stopień doktora nauk ekonomicznych, a w 1996 habilitowała się w Akademii Ekonomicznej w Krakowie. W 2002 uzyskała tytuł naukowy profesora. Od 1975 do 2004 wykładała  na Akademii Ekonomicznej w Krakowie. Wykładała również na Wydziale Zarządzania Wyższej Szkoły Przedsiębiorczości i Zarządzania w Chrzanowie, Wydziale Zarządzania Akademii Górniczo-Hutniczej im. Stanisława Staszica w Krakowie oraz Wydziale Ekonomii i Stosunków Międzynarodowych Akademii Ekonomicznej w Krakowie, gdzie pełniła funkcję kierownika Katedry Zarządzania Małymi i Średnimi Przedsiębiorstwami. Zasiadała w Radzie Turystyki przy Ministrze Gospodarki. Jest członkiem władz stowarzyszenia Rotary Club Kraków Wanda.
Wykłada na Wydziale Zarządzania i Komunikacji Społecznej Uniwersytetu Jagiellońskiego. Kierowała tam Katedrą Zarządzania w Turystyce, a następnie objęła funkcję dyrektora Instytutu Przedsiębiorczości UJ.
W 2004 na kilka miesięcy wstąpiła do Samoobrony RP, z listy której  bez powodzenia kandydowała w wyborach do Parlamentu Europejskiego w okręgu małopolsko-świętokrzyskim w tym samym roku (otrzymała 11 559 głosów). Po wyborach opuściła to ugrupowanie.